# ژرژ میکاوتادزه
ژرژ میکاوتادزه (گرجی: ჟორჟ მიქაუტაძე؛ زادهٔ ۳۱ اکتبر ۲۰۰۰) بازیکن فوتبال اهل گرجستان است که برای باشگاه فوتبال المپیک لیون و تیم ملی گرجستان بازی میکند.
از باشگاه‌هایی که در آن بازی کرده‌است می‌توان به باشگاه فوتبال متس و باشگاه فوتبال سرن یونایتد اشاره کرد.
او در یورو ۲۰۲۴ با تیم ملی گرجستان ۳ گل به ثمر رساند و و جزء بهترین گلزن های یورو ۲۰۲۴ بود.